# Spanish Point
Spanish Point (en irlandais : Rinn na Spáinneach) est un village de la paroisse civile de Milltown Malbay, dans le comté de Clare, sur la côte ouest de l'Irlande.

## Géographie
Comme il compte de nombreuses maisons de vacances, en hiver, la population du village est très réduite. C'est aussi l'un des spots de surf les plus connus du comté de Clare.
Son nom fait référence au naufrage de certains navires de l'Armada espagnole au large des côtes.

## Histoire
Sur la côte, à 2,5 km de Milltown Malbay, Spanish Point a été nommé d'après les Espagnols qui sont morts ici en 1588, lorsque de nombreux navires de l'Armada espagnole ont fait naufrage par tempête. Ceux qui se sont échappés de leurs navires en perdition et ont réussi à s'échouer en toute sécurité ont ensuite été exécutés par Sir Turlough O'Brien de Liscannor et Boethius Clancy, Haut-shérif.
Les autorités anglaises en Irlande ne savaient pas si les Espagnols naviguaient autour de l'Irlande parce que leurs navires étaient endommagés et que la tempête les empêchait de revenir en Espagne ou si cela faisait partie d'un plan espagnol d'envahir l'Irlande.
Comme la nouvelle de la victoire anglaise n'était pas parvenue à William FitzWilliam, le Lord Deputy d'Irlande, il avait émis un ordre général selon lequel tous les Espagnols trouvés en Irlande devaient être exécutés, leurs navires et leurs trésors saisis. Les Espagnols exécutés ont été enterrés dans une fosse commune, dans une zone de Spanish Point connue localement sous le nom de Tuama Na Spáinneach (Tombe des Espagnols). Malgré cela, aucune preuve archéologique des faits n'avait été apportée jusqu'en 2015, lorsqu'un groupe d'historiens enquêtant sur l'emplacement de l'épave du San Marcos a déclaré qu'il avait trouvé une fosse commune sous le nom de Spanish Point qui contenait les corps des marins espagnols exécutés,,.

## Hôtels de Spanish Point
Spanish Point abrite l'Atlantic Hotel, construit en 1810 et présenté comme le plus grand hôtel des îles britanniques à son époque. L'hôtel a fermé ses portes en 1930 car il comptait sur des membres de la noblesse britannique en visite pour gagner de l'argent. La guerre d'indépendance irlandaise et l'établissement de l'État libre d'Irlande ont dissuadé les riches britanniques de venir en touristes à Spanish Point.

Fluctuations hotelières
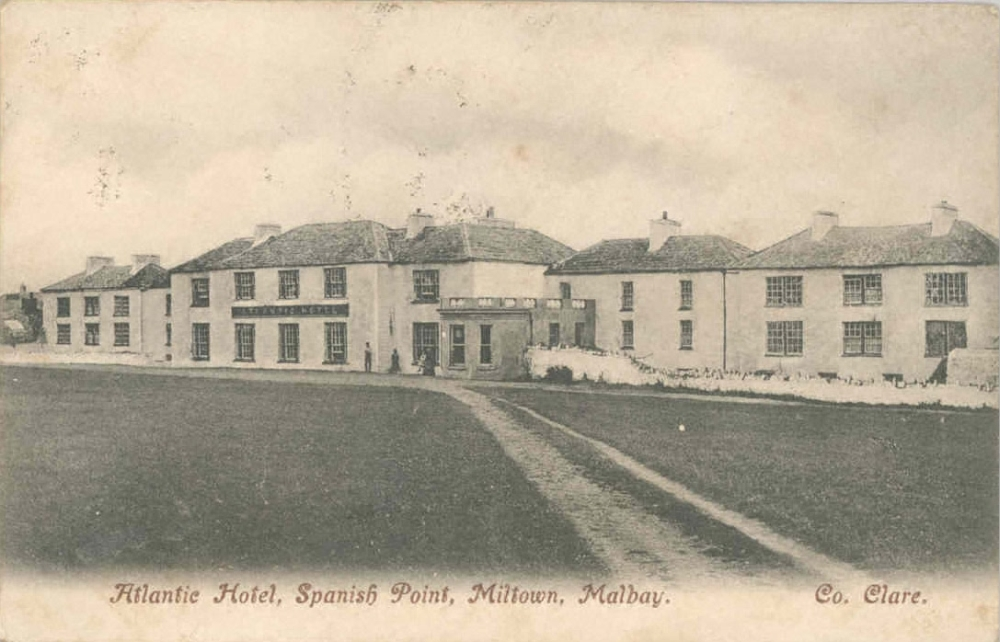
Atlantic Hotel[9].
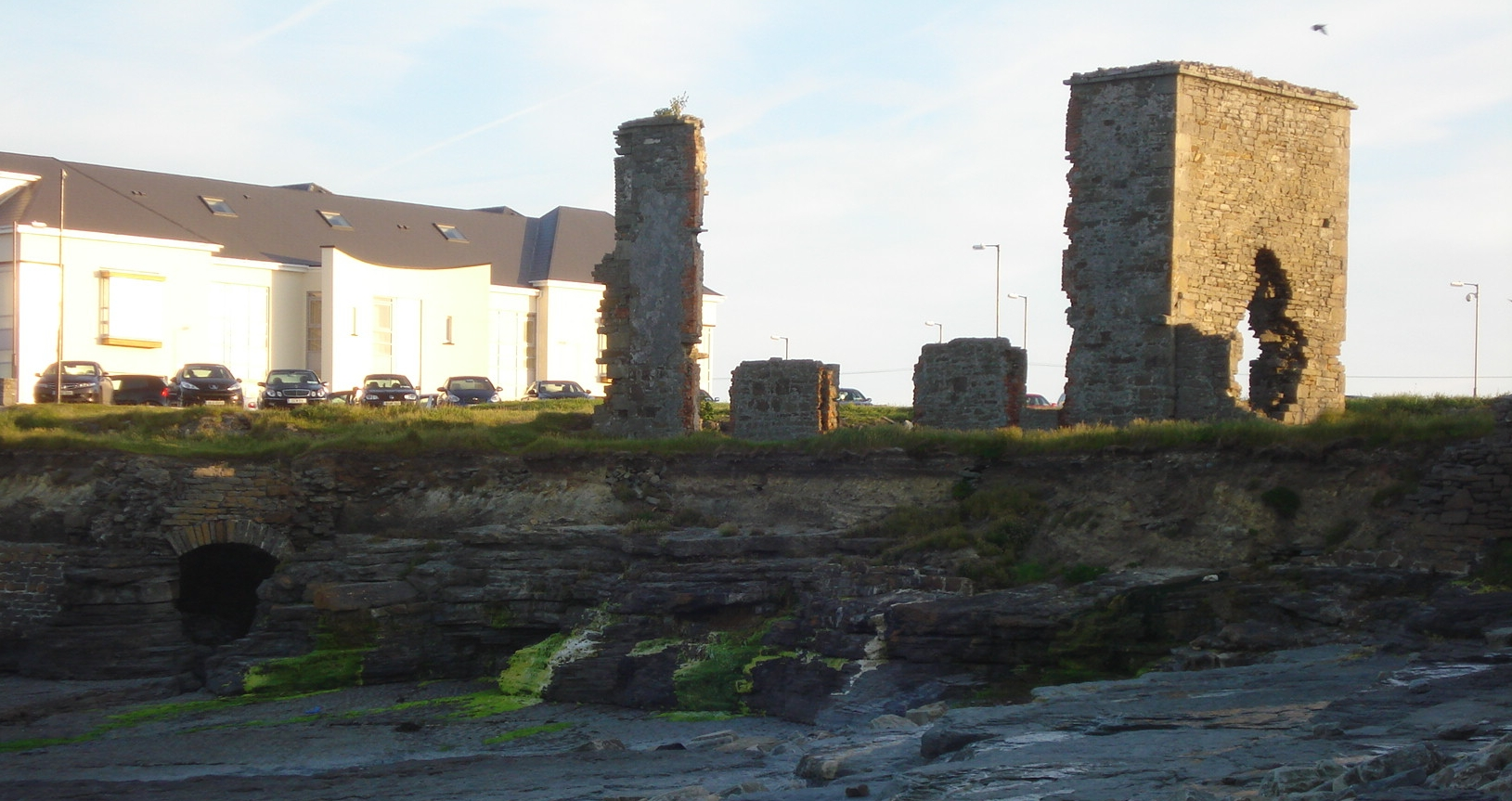
Atlantic Hotel, ruines vues du bord de mer. En arrière-plan, l'Armada Hotel.
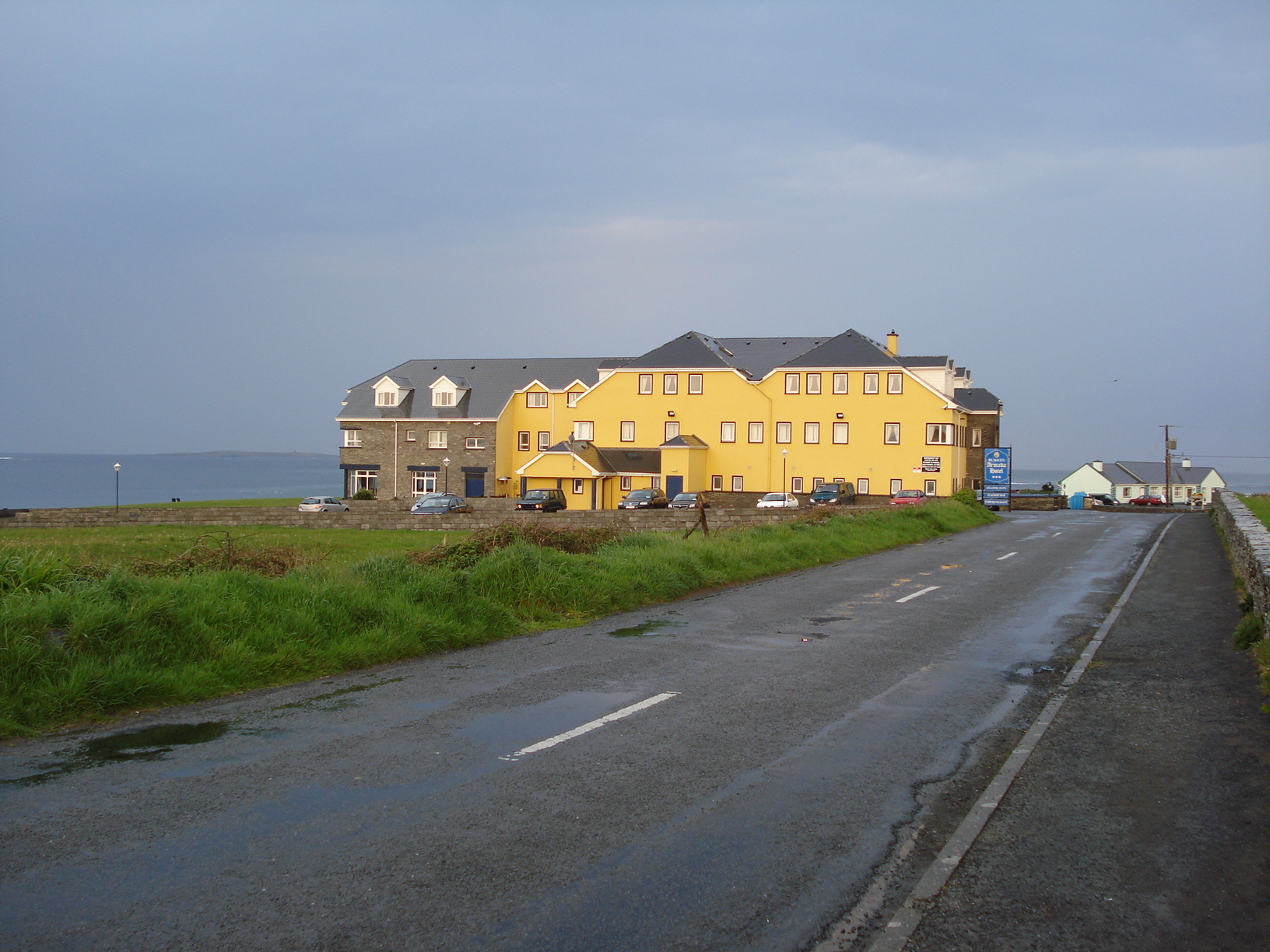
L'Armada Hotel.

### L'Armada Hotel
Dans les années 1970, l'Armada Hotel est construit sur le site avec 85 chambres.

## Sports
Spanish Point possède un parcours de golf de neuf trous. Datant de plus de 110 ans, c'est l'un des plus anciens d'Irlande.